# Кокран Филью, Освалду
Освалду Кокран Филью (порт. Osvaldo Cochrane Filho; 29 июля 1933, Рио-де-Жанейро — 9 декабря 2020, Рио-де-Жанейро) — бразильский ватерполист. Участник летних Олимпийских игр 1964 года.

## Биография
Освалду Кокран Филью родился 29 июля 1933 года в бразильском городе Рио-де-Жанейро.
В 12-летнем возрасте начал заниматься плаванием в клубе «Флуминенсе». Параллельно играл в волейбол за «Фламенго».  В 19 лет стал игроком клубной команды по водному поло. Помог Флуминенсе добиться 104-матчевой беспроигрышной серии в 1952—1961 годах.
В 1955 году дебютировал в сборной Бразилии по водному поло.
В 1964 году вошёл в состав сборной Бразилии по водному поло на летних Олимпийских играх в Токио, занявшей 13-е место. Играл в поле, провёл 3 матча, мячей не забрасывал.
Завершил игровую карьеру после Панамериканских игр 1971 года в Кали.
В 1986—1987 годах был президентом «Флуминенсе».
Умер 9 декабря 2020 года в Рио-де-Жанейро от последствий COVID-19.